# Lucuidonenses
Les Lucuidonenses sont un ancien peuple antique de Sardaigne.

## Histoire
Décrits par Ptolémée (III, 3), les Lucuidonenses habitaient au Sud des Carenses et des Cunusitani près des Salcitani et au Nord des Æsaronenses